# Песагеро
Песагеро (ісп. Pesaguero) — муніципалітет в Іспанії, у складі автономної спільноти Кантабрія. Населення — 349 осіб (2009).
Муніципалітет розташований на відстані близько 300 км на північ від Мадрида, 75 км на південний захід від Сантандера.
На території муніципалітету розташовані такі населені пункти: Авельянедо, Барреда, Калока, Куева, Леронес, Ломенья, Обарго, Песагеро (адміністративний центр), Вальдепрадо, Вендехо.

## Демографія
Динаміка населення (INE ):

## Галерея зображень

Розташування муніципалітету